# Winfield (Wisconsin)
Pour les articles homonymes, voir Winfield.
Winfield est une ville du comté de Sauk dans le Wisconsin, aux États-Unis.